# Salvador (estación)
Salvador es una estación ferroviaria que forma parte de la Línea 1 de la red del Metro de Santiago de Chile. Se encuentra subterránea, entre las estaciones Baquedano y Manuel Montt de la misma línea. Se ubica en la Avenida Providencia a la altura del 600, en la comuna de Providencia.

## Características y entorno
Presenta un flujo medio de pasajeros. A pesar de que existe una considerable distancia entre esta estación y la de Baquedano, no presenta un gran movimiento. La estación posee una afluencia diaria promedio de 29 667 pasajeros.
En el entorno inmediato de la estación, se encuentran las embajadas de India y Francia,  el conjunto de las Torres de Tajamar, una gran gama de instituciones médicas y universitarias como el Campus Oriente de la Facultad de Medicina de la Universidad de Chile, el edificio de Doblajes Internacionales DINT, el Campus Condell de la Universidad Academia de Humanismo Cristiano y uno de la Universidad Tecnológica Metropolitana, el edificio IBM y la Clínica RedSalud Providencia. Al otro lado del río Mapocho se encuentran la Clínica Santa María, El Colegio de Ingenieros de Chile A.G. y la Escuela de Formación de la Cruz Roja Chilena, además de las sedes de los principales canales de televisión del país: Canal 13 y Televisión Nacional, además del campus Providencia de la Universidad Internacional SEK y la Plaza a la Aviación.
En el Parque Balmaceda, a un costado de la estación, se encuentra la Fuente del Bicentenario inaugurada en 2005, de 68 por 25 metros, el cual muestra un umbral de agua y luces multicolores que coordinados generan diferentes esquemas.
Durante la construcción de la estación, fueron encontrados una gran cantidad de tajamares enterrados. Estos tajamares, creados en la época de la Colonia para defender a la ciudad de las crecidas del río Mapocho, fueron ubicados en un museo ubicado a unos metros de la estación.

### Accesos
| Acceso | Intersección                      |
| ------ | --------------------------------- |
| A      | Parque Balmaceda                  |
| B      | Parque Balmaceda                  |
| C      | Parque Balmaceda                  |
| D      | Av. Providencia con General Salvo |
| E      | Av. Providencia con General Salvo |

## MetroArte
Salvador cuenta con uno de los dioramas realizados por Zerreitug para Metro en su interior.
Esta obra se titula Paso de Los Andes, la cual representa en él el paso del conquistador Diego de Almagro y su agrupación a través de la Cordillera de los Andes durante 1536, antes de su llegada a la actual ciudad de Copiapó.

## Origen etimológico
La estación se encuentra cerca de la Avenida Salvador, cuyo nombre proviene del antiguo Hospital del Salvador, ubicado un par de cuadras al sur por tal avenida.

Antiguo símbolo identificatorio de la estación.
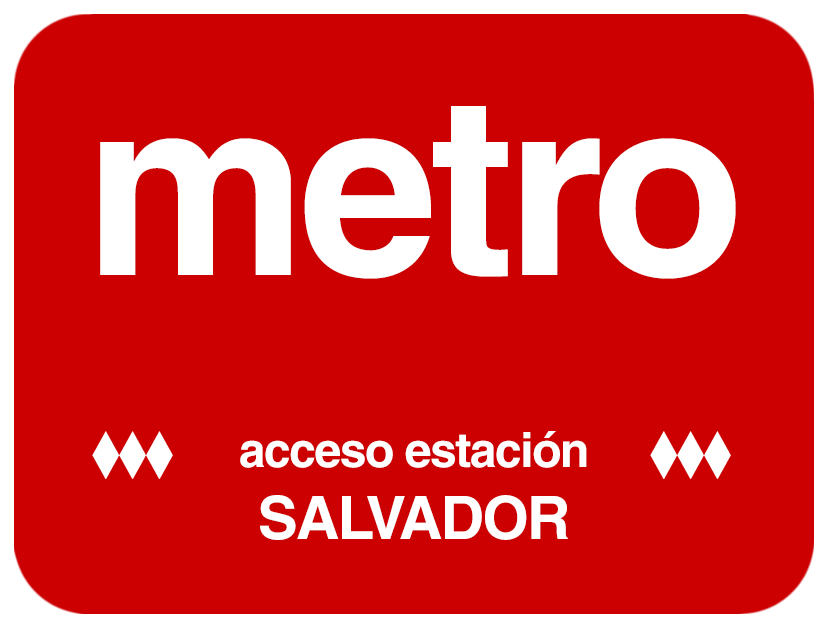
Letrero utilizado en los accesos a la estación hasta 1997.
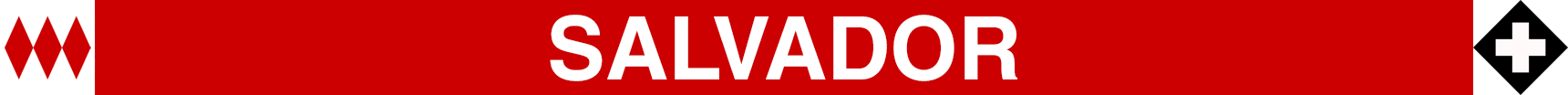
Cenefa antigua utilizada en los andenes.
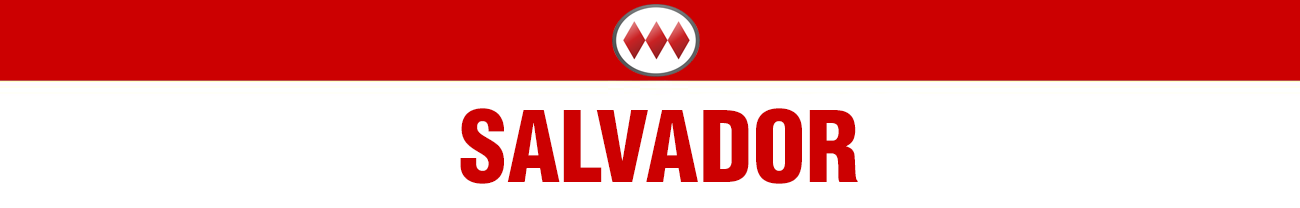
Cenefa utilizada actualmente en los andenes.

## Conexión con Red Metropolitana de Movilidad
La estación posee 7 paraderos de la Red Metropolitana de Movilidad en sus alrededores, los cuales corresponden a:
| Paradero/ Código                   | Recorridos |
| ---------------------------------- | --- |
| Parada 1 / Metro Salvador (PC149)  | 401 (Las Condes) - 407 (Las Condes) - 412 (La Reina) - 418 (Av. Tobalaba) - 421 (San Carlos de Apoquindo) - 432n (La Reina) - 503 (Vital Apoquindo) - 517 (Peñalolén) - 541n (Colón) - B27 (Metro Salvador) |
| Parada 2 / Metro Salvador (PC194)  | 106 (Nueva San Martín) - 401 (Maipú) - 405 (Maipú) - 412 (Enea) - 418 (Enea) - 421 (Maipú) - 432n (Maipú) - 541n (El Tranque)                                                                               |
| Parada 3 / Metro Salvador (PC201)  | 106 (Peñalolén) - 405 (Cantagallo) - 405c (Vitacura) - 406 (Cantagallo) - 426 (La Dehesa) - 445c (Vitacura) - 505 (Peñalolén) - 508 (Av. Las Torres) - 514 (San Luis de Macul)                              |
| Parada 4 / Metro Salvador (PC275)  | 405c (Plaza Italia) - 406 (Pudahuel) - 407 (Enea) - 410 (Renca) - 426 (Pudahuel) - 445c (Centro) - 503 (Av. La Estrella) - 517 (J.J. Pérez)                                                                 |
| Parada 5 / Metro Salvador (PC563)  | 505 (Peñalolén) - 508 (Av. Las Torres) - 514 (San Luis de Macul) - 514c (San Luis de Macul) |
| Parada 6 / Metro Salvador (PC579)  | 505 (Cerro Navia) - 508 (Av. Mapocho) - 514 (Enea) - 514c (Fin del recorrido) |
| Parada 7 / Metro Salvador (PC1226) | B27 (Metro Vespucio Norte) |